# Coenosia chilensis
Coenosia chilensis är en tvåvingeart som beskrevs av Adrian C. Pont 1972. Coenosia chilensis ingår i släktet Coenosia och familjen husflugor. Inga underarter finns listade i Catalogue of Life.